# روجر وأنا (فلم)
روجر وأنا (بالإنجليزية: Roger & Me) هو فيلم وثائقي أمريكي لعام 1989 من إخراج مايكل مور. مور يصور الأثر الاقتصادي السلبي الإقليمي لملخص أفعال الرئيس التنفيذي لشركة جنرال موتورز روجر سميث حيث أغلاق العديد من مصانع السيارات في فلينت بولاية ميشيغان، فخسر 30,000 شخص وظائفهم في ذلك الوقت (80,000 حتى الآن). في عام 2013 تم اختيار الفيلم للحفظ في الولايات المتحدة الأمريكية في السجل الوطني وأعتبر الفلم من قبل مكتبة الكونغرس بأنه مهم «ثقافيا وتاريخيا وجماليا».

## روابط خارجية
- مقالات تستعمل روابط فنية بلا صلة مع ويكي بيانات

- Official website
- Roger & Me at the Internet Movie Database
- Roger & Me at Rotten Tomatoes
- Roger & Me at AllMovie
- Roger & Me online museum